# بندي فتاة الغابة
بندي فتاة الغابة (Bindi the jungle girl) مسلسل تلفزيوني للأطفال تقدمه بندي إروين، ابنة تيري وستيف إروين. عرض على " American networks discovery kids"
ظهر والد بندي «ستيف أروين» في عدة حلقات من المسلسل قبل وفاته في عام 2006، واستمر تصوير حلقات البرنامج بعد وفاة والدها.
مقدمة البرنامج لا تتجاوز السابعة من العمر كما يظهر في حلقات البرنامج، وهو عن عالم الحيوان، تتحدث فيه الفتاة ووالدها والمقدمون عن شتى فصائل الكائنات الحية سواء بحرية على برمائية أو برية، وهو برنامج للأطفال.

## روابط خارجية
- بندي فتاة الغابة على موقع IMDb (الإنجليزية)
- بندي فتاة الغابة على موقع ميتاكريتيك (الإنجليزية)
- بندي فتاة الغابة على موقع قاعدة بيانات الفيلم (الإنجليزية)